# Stickwitu
"Stickwitu" – drugi singiel grupy The Pussycat Dolls, pochodzący z ich pierwszego albumu PCD (2005). Tytuł utworu jest skrótem od słów "stick with you". Tekst piosenki mówi o wyrażaniu lojalności w stosunkach.

## Teledysk
Reżyserem teledysku był Nigel Dick. Na początku teledysku widać jak ktoś puka do drzwi po czym dziewczyny szykują się do wyjazdu z hotelu. Malują się, pakują, itp. Sceny ukazują również Nicole i resztę śpiewającą do mikrofonu. W dalszej części wideo dziewczyny dają fanom autografy. Kolejne sceny ukazują Pussycat Dolls w autobusie jadące w trasę. Później wszystkie zaczynają tańczyć na ulicy i nagrywać to na telefonie. Teledysk kończy się pozowaniem dziewczyn do zdjęć oraz rozmowa Nicole przez telefon.

## Lista utworów
- US Promo CD Single

1. "Stickwitu" [R&B Remix] featuring Avant
2. "Stickwitu" [LP Version] or [Album Version]
3. "Stickwitu" [R&B Instrumental]

- UK 2-Track CD Single

1. "Stickwitu" [Album Version]
2. "Stickwitu" [R&B Remix] featuring Avant

- UK/International CD Maxi Single

1. "Stickwitu" [Album Version]
2. "Santa Baby"
3. "Stickwitu" [R&B Remix] featuring Avant
4. "Stickwitu" [Video]

## Listy przebojów
| Lista przebojów                              | Pozycja |
| -------------------------------------------- | ------- |
| Australian ARIA Singles Chart                | 2       |
| Austrian Singles Chart                       | 11      |
| Belgium Singles Chart                        | 5       |
| Eurochart Hot 100 Singles                    | 2       |
| French Singles Chart                         | 17      |
| German Singles Chart                         | 11      |
| Irish Singles Chart                          | 2       |
| Italian FIMI Singles Chart                   | 6       |
| New Zealand RIANZ Singles Chart              | 1       |
| Netherlands Singles Chart                    | 2       |
| Norwegian Singles Chart                      | 3       |
| Romanian Top 100                             | 8       |
| Swedish Singles Chart                        | 28      |
| Swiss Singles Chart                          | 6       |
| UK Singles Chart                             | 1       |
| U.S. Billboard Hot 100                       | 5       |
| U.S. Billboard Hot Adult Contemporary Tracks | 29      |
| U.S. Billboard Hot Adult Top 40 Tracks       | 27      |
| U.S. Billboard Hot R&B/Hip-Hop Songs         | 63      |
| U.S. Billboard Pop 100                       | 2       |